# Oxon Hill-Glassmanor
Oxon Hill-Glassmanor est un census-designated place (CDP) du comté de Prince George dans le Maryland aux États-Unis. Selon le recensement de 2000, il comptait alors 35 355 habitants.